# 戸部和久
戸部 和久（とべ かずひさ、1984年 - ）は、東京都出身。松竹所属の歌舞伎脚本家、演出家。父は演劇評論家、歌舞伎脚本、演出家の戸部銀作

## 来歴
東京都文京区目白台に生まれ。1997年、お茶の水女子大学附属小学校、2000年、お茶の水女子大学附属中学校卒業。
2007年、日本大学芸術学部演劇学科卒業。
2007年、松竹株式会社に入社。以後、演劇部に勤務し歌舞伎公演に携わり、2014年2月、歌舞伎座二月花形歌舞伎『心謎解色糸』にて脚本の補綴を担当。
2015年8月、ラスベガスホテルベラージオの噴水の特設舞台にて上演された『KABUKI Spectacle at FOUNTAINS OF BELLAGIO』（鯉つかみ）で初めて脚本家としてクレジットされる
2015年10月、歌舞伎座ギャラリーで歌舞伎俳優のトークイベント第一回「ギャラリーレクチャー 歌舞伎夜話（かぶきやわ）」が開催され、司会を務める。以来、現在まで続く人気企画となる。
2016年4月、歌舞伎座四月大歌舞伎で新作歌舞伎『幻想神空海』で歌舞伎座で初めて脚本を手掛ける。
2016年8月、歌舞伎座八月納涼歌舞伎で新作歌舞伎『東海道中膝栗毛』の脚本を担当まで毎年8月に上演を重ねる人気シリーズとなる。
2017年5月、国立代々木競技場第一体育館で「氷艶 hyoen2017『破沙羅（ばさら）』」の脚本を担当。同公演は歌舞伎とフィギアスケートの史上初めてのコラボレーション作品として成功を収める。
2018年5月、第181回鴨川をどりにおいて、W・シェイクスピア『真夏の夜の夢より～空想い』の脚本、作詞で、初めて花街先斗町の舞踊に携わる。
2019年10月、音楽劇『ハムレット』の上演台本を担当し作詞も行う。歌舞伎、古典舞踊のみならず、音楽劇にも進出。
2019年12月、新橋演舞場で上演された宮崎駿による漫画風の谷のナウシカ全七巻の新作歌舞伎化の脚本を丹羽圭子と共同で担当。同作にて第48回令和元年度大谷竹次郎賞を受賞。
2020年6月、新型コロナウイルス感染症流行の影響により歌舞伎の劇場公演が中止となったことを受け、オンライン配信公演を企画し、十代目松本幸四郎と共に史上初のオンライン歌舞伎図夢歌舞伎『忠臣蔵』を上演、自身は脚本を担当した。続いて8月に観世能楽堂で行われた 中村吉右衛門配信特別公演『須磨浦』を企画、制作し　12月にはAmazon Prime Videoで初めての歌舞伎作品となった図夢歌舞伎『弥次喜多』を脚本、制作を担当。歌舞伎のオンライン配信公演の可能性を広げその礎を築いた。
2021年 1月コロナ禍で延期となっていたOSK日本歌劇団 春のおどりが大阪松竹座で開演し第一部の『ツクヨミ～the moon～』の脚本を担当し、レヴュー作者としてデビューを飾る。　6月、小劇場演劇の聖地ともいわれる下北沢 本多劇場で初めての歌舞伎公演、またコロナ禍以後最初の新作歌舞伎となった尾上松也 、生田斗真主演の新作歌舞伎赤胴鈴之助の脚本を手がけ、2022年6月よりNetflixで密着ドキュメンタリーと同時に本公演の映像が配信され、歌舞伎座作品としては初の全世界オンライン配信作品となった。
2022年3月、歌舞伎座ギャラリー、木挽町ホールで松竹が主催する「子供歌舞伎スクール寺子屋」の成果披露公演として、「寺子屋乙女かぶき『本朝不思議之國　夢逢姫』」の脚本を手掛ける。『不思議の国のアリス』をモチーフとしたこの作品は女性だけで本格的な歌舞伎を演じる初めての試みとなった。また、7月に歌舞伎座で『風の谷のナウシカ』「上の巻　白き魔女の戦記」、8月に同じく歌舞伎座で『東海道中膝栗毛』シリーズの第五弾「弥次喜多流離譚」 と立て続けに脚本を手がけ、コロナ禍からの復活を目指す歌舞伎座界の話題作を執筆している。

## 作品
- 『東慶寺はなだより』（2014年1月歌舞伎座）演出助手[25]。
- 『心謎解色糸』（2014年2月歌舞伎座）補綴。
- 『艪清の夢』（2014年5月明治座）演出助手[26]。
- 『たぬき』（2014年8月歌舞伎座）演出助手[27]。
- 『恐怖時代』（2014年8月歌舞伎座）演出助手[27]。
- 『幻武蔵』（2014年12月歌舞伎座）補綴[28]。
- 『伊達の十役』（2015年2月博多座）演出助手[29]。
- 『寿曽我石段』（2015年2月歌舞伎座）補綴[30]。
- 『怪談牡丹燈籠』（2015年7月歌舞伎座）補綴[31]。
- 『鯉つかみ』（2015年8月ラスベガスベラージオ）脚本。
- 『二人袴』（2015年8月神奈川芸術劇場）脚本[32]。
- 『競伊勢物語』（2015年9月歌舞伎座）補綴[33]。
- 『妹背山婦女庭訓』（2015年12月歌舞伎座）補綴[34]。
- 『獅子王 SHI-SHI-O』（2016年5月ラスベガスMGMグランド）脚本[35]。
- 『柳沢騒動』（2016年7月歌舞伎座）演出助手[36]。
- 『東海道中膝栗毛』（2016年8月歌舞伎座）脚本。
  - 『東海道中膝栗毛 歌舞伎座捕物帖』（2017年8月歌舞伎座）脚本[37]。
  - 『東海道中膝栗毛 再伊勢参!? YJKT』（2018年8月歌舞伎座）脚本[38]。
  - 『東海道中膝栗毛』（シリーズ4作目）（2019年8月歌舞伎座）脚本[39]。
  - 図夢歌舞伎『弥次喜多』（2020年12月配信）制作[17]・脚本[16]。
  - 『東海道中膝栗毛 弥次喜多流離譚』（2022年8月歌舞伎座）脚本[24]。
- 『大商蛭子島』（2017年2月歌舞伎座）補綴[40]。
- 『駄右衛門花御所異聞』（2017年7月歌舞伎座）演出助手[41]。
- 『再桜遇清水』（2017年9月歌舞伎座）補綴[42]。
- 『極付印度伝 マハーバーラタ戦記』（2017年10月歌舞伎座）補綴[43]。
- 『鯉つかみ』（2017年11月歌舞伎座）補綴[44]。
- 『於染久松色読販』（2018年3月・歌舞伎座）補綴[45]。
  - 『於染久松色読販 お染の七役』（2018年12月歌舞伎座）補綴[46]。
- 『西郷と勝』（2018年4月歌舞伎座）補綴[47]。
- 『雷神不動北山櫻』（2018年7月歌舞伎座）補綴[48]。
- 『贋作桃太郎 百桃かたり』（2019年2月木挽町ホール）脚本[49]。 - こども歌舞伎
- 『二人夕霧』（2019年4月歌舞伎座）補綴[50]。
- 『御名残木挽闇爭』（2019年4月歌舞伎座）補綴[51]。
- 『南総里見八犬伝』（2019年4月御園座）補綴[52]。
- 図夢歌舞伎『忠臣蔵』（2020年6月配信）脚本[13]。
- 中村吉右衛門配信特別公演『須磨浦』（2020年8月配信）企画・制作[15]。
- 『八陣守護城』（2021年5月）補綴[53]。
- 『清玄桜三囲入相』（2022年9月内幸町ホール）脚本[54]。
- 『本朝不思議之國 夢逢姫』（2022年3月歌舞伎座ギャラリー木挽町ホール）脚本[22]。
- 『揚羽蝶繍姿』（2022年9月歌舞伎座）構成[55]。

新作歌舞伎
- 『幻想神空海 沙門空海唐の国にて鬼と宴す』（2016年4月歌舞伎座）脚本。
- 『月光露針路日本 風雲児たち』（2019年6月歌舞伎座）修辞・演出助手[56]。
- 氷艶 hyoen2017『破沙羅（ばさら）』（2017年5月国立代々木競技場第一体育館）脚本。 - フィギュアスケートとコラボ
- 『風の谷のナウシカ』（2019年12月演舞場）脚本。
  - 『風の谷のナウシカ』「上の巻−白き魔女の戦記−」（2022年7月歌舞伎座）脚本[23]。
- 『赤胴鈴之助』（2021年8月本多劇場）脚本[20]。
- 薬師寺ひかり響夜-inori- 新作歌舞伎舞踊『瑠璃光』（2022年5月薬師寺）脚本[57]
- 『流白浪燦星（ルパン三世）』（2023年12月新橋演舞場）脚本・演出。

歌舞伎以外
- 鴨川をどり（先斗町歌舞練場）[10]
  - 『真夏の夜の夢より〜空想い』（2018年5月）脚本。
  - 『わかよたれそ 筒井筒』『艶姿祝新御代祭』（2019年5月）脚本。
- 『響-ひびき-』 セロ弾きのゴーシュより 音楽劇「某（それがし）はセロである」（2018年7月サントリーホールブルーローズ）脚本[58]。 - チェロ×歌舞伎
- 音楽劇『ハムレット』（2019年10月天空劇場）上演台本[11]。
- 万葉集meetsミュージカル『令和にそよぐ風』（2020年1月東京国際フォーラム）脚本[59]。
- 『レヴュー春のおどり』第一部「ツクヨミ〜the moon」（2021年1月松竹座・2月演舞場）脚本[18]。 - OSK日本歌劇団
- 『へぼ侍〜西南戦争物語〜』（2023年8月近鉄アート館・2024年1月扇町キューブ・2月銀座博品館）脚本・演出[60][61][62]。 - OSK日本歌劇団
- ZIPANGU the party!!『ZIPANGUサクラガミ』（2025年2月ZERO TOKYO）脚本・演出[63]。

作詞
- 小林幸子『サクラガミ』（2025年2月15日 SHOCHIKU RECORDS）[64]。-作曲 山田文彦

## 出演
- 1億人の大質問!?笑ってコラえて!（2023年10月 - 、日本テレビ）  - 「劇場の旅 歌舞伎座支局」支局長